# Вингс Хаузер
Џералд Двајт Хаузер (енгл. Gerald Dwight Hauser; Холивуд, 12. децембра 1947 — Санта Моника, 15. март 2025),  познатији по сценском имену Вингс Хаузер (енгл. Wings Hauser), био је амерички позоришни, филмски и ТВ глумац, сценариста и повремени редитељ.
Његов син је познати амерички глумац Кол Хаузер.